# High Energy (single van Evelyn Thomas)
High Energy is een lied uit 1984 van de Amerikaanse zangeres Evelyn Thomas. Het is de eerste single afkomstig van het gelijknamige studioalbum en is geschreven en geproduceerd door de Britse Ian Levine en de Ierse Fiachra Trench. Het nummer was erg populair in dansclubs over de hele wereld en bereikte eerste plaats in de Amerikaanse Hot Dance Club Songs-hitlijsten in september 1984. De plaat behaalde de 3e positie in de Nederlandse Top 40 en de 8e positie in de Nationale Hitparade (voorloper van de Single Top 100). In België behaalde High Energy de 7e positie in de Vlaamse Ultratop 50 en de 8e positie Vlaamse Radio 2 Top 30.
Het werd een van de eerste hitsingles in dit muziekgenre dat bekend staat als Hi-NRG. Op het Gay Classics-compilatiealbum, Volume 1: Ridin 'the Rainbow van SoBe Music, beschrijft de presentatienota dat het nummer op een boeiende manier de geest van het genre vastlegt, waarbij opgetogen vocalen worden gecombineerd met lichtgevende synthesizers. In de videoclip voor het nummer is te zien hoe Evelyn Thomas het lied zingt terwijl ze op een schaal staat terwijl iedereen om haar heen danst.

## Track lijst
7" single
1. "High Energy" – 3:48
2. "High Energy" (instrumental dub) – 3:30

12" single
1. "High Energy" (vocal) – 7:50
2. "High Energy" (instrumental dub) – 7:28

## Bezetting
- Zang - Evelyn Thomas
- Achtergrondzang - Dee Lewis, Evelyn Thomas & Shirley Lewis
- Drum programming (LinnDrum) - Fiachra Trench & Luís Jardim
- Percussie - Luís Jardim
- Synthesizer - Fiachra Trench
- Synth programming (Fairlight) - Hans Zimmer

## Hitnotering

### Nederlandse Top 40
| "High Energy" in de Nederlandse Top 40 - binnen: 04-08-1984 | "High Energy" in de Nederlandse Top 40 - binnen: 04-08-1984 | "High Energy" in de Nederlandse Top 40 - binnen: 04-08-1984 | "High Energy" in de Nederlandse Top 40 - binnen: 04-08-1984 | "High Energy" in de Nederlandse Top 40 - binnen: 04-08-1984 | "High Energy" in de Nederlandse Top 40 - binnen: 04-08-1984 | "High Energy" in de Nederlandse Top 40 - binnen: 04-08-1984 | "High Energy" in de Nederlandse Top 40 - binnen: 04-08-1984 | "High Energy" in de Nederlandse Top 40 - binnen: 04-08-1984 | "High Energy" in de Nederlandse Top 40 - binnen: 04-08-1984 | "High Energy" in de Nederlandse Top 40 - binnen: 04-08-1984 | "High Energy" in de Nederlandse Top 40 - binnen: 04-08-1984 |
| Week                                                        | 1                                                           | 2                                                           | 3                                                           | 4                                                           | 5                                                           | 6                                                           | 7                                                           | 8                                                           | 9                                                           | 10                                                          |                                                             |
| ----------------------------------------------------------- | ----------------------------------------------------------- | ----------------------------------------------------------- | ----------------------------------------------------------- | ----------------------------------------------------------- | ----------------------------------------------------------- | ----------------------------------------------------------- | ----------------------------------------------------------- | ----------------------------------------------------------- | ----------------------------------------------------------- | ----------------------------------------------------------- | ----------------------------------------------------------- |
| Nummer                                                      | 23                                                          | 13                                                          | 6                                                           | 4                                                           | 3                                                           | 5                                                           | 7                                                           | 15                                                          | 25                                                          | 37                                                          | uit                                                         |

### Nationale Hitparade
| "High Energy" in de Nationale Hitparade - binnen: 04-08-1984 | "High Energy" in de Nationale Hitparade - binnen: 04-08-1984 | "High Energy" in de Nationale Hitparade - binnen: 04-08-1984 | "High Energy" in de Nationale Hitparade - binnen: 04-08-1984 | "High Energy" in de Nationale Hitparade - binnen: 04-08-1984 | "High Energy" in de Nationale Hitparade - binnen: 04-08-1984 | "High Energy" in de Nationale Hitparade - binnen: 04-08-1984 | "High Energy" in de Nationale Hitparade - binnen: 04-08-1984 | "High Energy" in de Nationale Hitparade - binnen: 04-08-1984 | "High Energy" in de Nationale Hitparade - binnen: 04-08-1984 | "High Energy" in de Nationale Hitparade - binnen: 04-08-1984 |
| Week                                                         | 1                                                            | 2                                                            | 3                                                            | 4                                                            | 5                                                            | 6                                                            | 7                                                            | 8                                                            | 9                                                            |                                                              |
| ------------------------------------------------------------ | ------------------------------------------------------------ | ------------------------------------------------------------ | ------------------------------------------------------------ | ------------------------------------------------------------ | ------------------------------------------------------------ | ------------------------------------------------------------ | ------------------------------------------------------------ | ------------------------------------------------------------ | ------------------------------------------------------------ | ------------------------------------------------------------ |
| Nummer                                                       | 31                                                           | 14                                                           | 10                                                           | 8                                                            | 12                                                           | 11                                                           | 13                                                           | 24                                                           | 40                                                           | uit                                                          |

### Vlaamse Radio 2 Top 30
| "High Energy" in de Vlaamse Radio 2 Top 30 - binnen: 16-06-1984 | "High Energy" in de Vlaamse Radio 2 Top 30 - binnen: 16-06-1984 | "High Energy" in de Vlaamse Radio 2 Top 30 - binnen: 16-06-1984 | "High Energy" in de Vlaamse Radio 2 Top 30 - binnen: 16-06-1984 | "High Energy" in de Vlaamse Radio 2 Top 30 - binnen: 16-06-1984 | "High Energy" in de Vlaamse Radio 2 Top 30 - binnen: 16-06-1984 | "High Energy" in de Vlaamse Radio 2 Top 30 - binnen: 16-06-1984 | "High Energy" in de Vlaamse Radio 2 Top 30 - binnen: 16-06-1984 | "High Energy" in de Vlaamse Radio 2 Top 30 - binnen: 16-06-1984 | "High Energy" in de Vlaamse Radio 2 Top 30 - binnen: 16-06-1984 | "High Energy" in de Vlaamse Radio 2 Top 30 - binnen: 16-06-1984 | "High Energy" in de Vlaamse Radio 2 Top 30 - binnen: 16-06-1984 | "High Energy" in de Vlaamse Radio 2 Top 30 - binnen: 16-06-1984 | "High Energy" in de Vlaamse Radio 2 Top 30 - binnen: 16-06-1984 | "High Energy" in de Vlaamse Radio 2 Top 30 - binnen: 16-06-1984 | "High Energy" in de Vlaamse Radio 2 Top 30 - binnen: 16-06-1984 | "High Energy" in de Vlaamse Radio 2 Top 30 - binnen: 16-06-1984 | "High Energy" in de Vlaamse Radio 2 Top 30 - binnen: 16-06-1984 |
| Week                                                            | 1                                                               | 2                                                               | 3                                                               | 4                                                               | 5                                                               | 6                                                               | 7                                                               | 8                                                               | 9                                                               | 10                                                              | 11                                                              | 12                                                              | 13                                                              | 14                                                              | 15                                                              | 16                                                              |                                                                 |
| --------------------------------------------------------------- | --------------------------------------------------------------- | --------------------------------------------------------------- | --------------------------------------------------------------- | --------------------------------------------------------------- | --------------------------------------------------------------- | --------------------------------------------------------------- | --------------------------------------------------------------- | --------------------------------------------------------------- | --------------------------------------------------------------- | --------------------------------------------------------------- | --------------------------------------------------------------- | --------------------------------------------------------------- | --------------------------------------------------------------- | --------------------------------------------------------------- | --------------------------------------------------------------- | --------------------------------------------------------------- | --------------------------------------------------------------- |
| Nummer                                                          | 23                                                              | 25                                                              | 28                                                              | 19                                                              | 25                                                              | 24                                                              | 19                                                              | 19                                                              | 27                                                              | 21                                                              | 11                                                              | 9                                                               | 9                                                               | 8                                                               | 12                                                              | 9                                                               | uit                                                             |

### Vlaamse Ultratop 50
| "High Energy" in de Vlaamse Ultratop 50 - binnen: 16-06-1984 | "High Energy" in de Vlaamse Ultratop 50 - binnen: 16-06-1984 | "High Energy" in de Vlaamse Ultratop 50 - binnen: 16-06-1984 | "High Energy" in de Vlaamse Ultratop 50 - binnen: 16-06-1984 | "High Energy" in de Vlaamse Ultratop 50 - binnen: 16-06-1984 | "High Energy" in de Vlaamse Ultratop 50 - binnen: 16-06-1984 | "High Energy" in de Vlaamse Ultratop 50 - binnen: 16-06-1984 | "High Energy" in de Vlaamse Ultratop 50 - binnen: 16-06-1984 | "High Energy" in de Vlaamse Ultratop 50 - binnen: 16-06-1984 | "High Energy" in de Vlaamse Ultratop 50 - binnen: 16-06-1984 | "High Energy" in de Vlaamse Ultratop 50 - binnen: 16-06-1984 | "High Energy" in de Vlaamse Ultratop 50 - binnen: 16-06-1984 | "High Energy" in de Vlaamse Ultratop 50 - binnen: 16-06-1984 | "High Energy" in de Vlaamse Ultratop 50 - binnen: 16-06-1984 | "High Energy" in de Vlaamse Ultratop 50 - binnen: 16-06-1984 | "High Energy" in de Vlaamse Ultratop 50 - binnen: 16-06-1984 | "High Energy" in de Vlaamse Ultratop 50 - binnen: 16-06-1984 | "High Energy" in de Vlaamse Ultratop 50 - binnen: 16-06-1984 | "High Energy" in de Vlaamse Ultratop 50 - binnen: 16-06-1984 | "High Energy" in de Vlaamse Ultratop 50 - binnen: 16-06-1984 |
| Week                                                         | 1                                                            | 2                                                            | 3                                                            | 4                                                            | 5                                                            | 6                                                            | 7                                                            | 8                                                            | 9                                                            | 10                                                           | 11                                                           | 12                                                           | 13                                                           | 14                                                           | 15                                                           | 16                                                           | 17                                                           | 18                                                           |                                                              |
| ------------------------------------------------------------ | ------------------------------------------------------------ | ------------------------------------------------------------ | ------------------------------------------------------------ | ------------------------------------------------------------ | ------------------------------------------------------------ | ------------------------------------------------------------ | ------------------------------------------------------------ | ------------------------------------------------------------ | ------------------------------------------------------------ | ------------------------------------------------------------ | ------------------------------------------------------------ | ------------------------------------------------------------ | ------------------------------------------------------------ | ------------------------------------------------------------ | ------------------------------------------------------------ | ------------------------------------------------------------ | ------------------------------------------------------------ | ------------------------------------------------------------ | ------------------------------------------------------------ |
| Nummer                                                       | 32                                                           | 27                                                           | 22                                                           | 24                                                           | 27                                                           | 27                                                           | 17                                                           | 16                                                           | 16                                                           | 15                                                           | 9                                                            | 8                                                            | 7                                                            | 8                                                            | 11                                                           | 11                                                           | 21                                                           | 21                                                           | uit                                                          |

## Covers
- 1989: Evelyn Thomas ("High Energy (Acid House Remix)")[6][7]
- 1995: Erasure
- 1997: Fascination
- 2003: Axwell feat. Evelyn Thomas
- 2004: Joachim Garraud feat. Chynna
- 2005: Liel Kolet
- 2005: In Da Mix feat. Chynna Blue
- 2005: Lite Frequency
- 2006: Uniting Nations
- 2006: Soraya Arnelas
- 2009: Big Ali